# General Ice Cream Corporation Building
General Ice Cream Corporation Building là tòa nhà công nghiệp lịch sử tọa lạc tại số 485 Đường Plainfield trong khu phố Silver Lake ở Providence, Rhode Island, Mỹ. Đây là một tòa nhà bằng gạch có hai phần gồm khu hai tầng và ba tầng. Hai phần được xây dựng trong các giai đoạn riêng biệt từ năm 1915 đến năm 1918, do sự phát triển nhanh chóng của hãng Dolbey Ice Cream Company vốn là công ty sản xuất kem lớn nhất bang vào năm 1921.  Cơ sở này được vận hành liên tục, thông qua một loạt các vụ sáp nhập công ty của General Ice Cream Corporation, cho đến năm 1960. Cơ sở này về sau được hãng National Dairy Products Corporation (sau là Kraft Foods, Inc.) dùng để sản xuất kem nhãn hiệu Sealtest nhưng đã bị đóng cửa vào năm 1967.
Công trình này được thêm vào Sổ bộ Địa danh Lịch sử Quốc gia Hoa Kỳ vào năm 2008, như một ví dụ đặc biệt về cơ sở sản xuất kem thời kỳ đầu của nước Mỹ.